# Asplundia

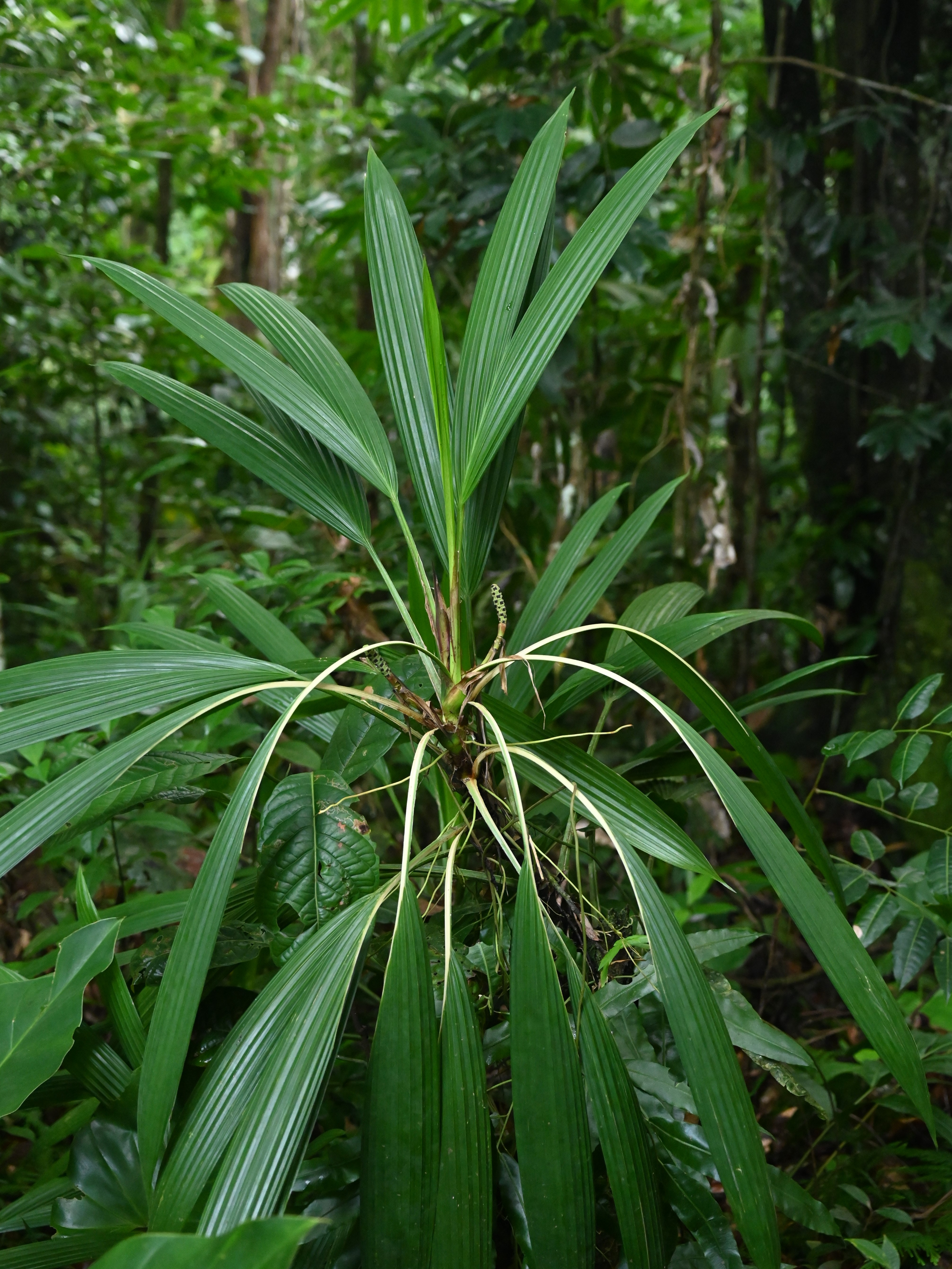
Asplundia rigida

Asplundia Harling – rodzaj wieloletnich pnączy lub roślin naziemnopączkowych z rodziny okolnicowatych, obejmujący 100 gatunków, występujących w tropikalnej Ameryce, od Meksyku i Karaibów do Peru, Boliwii i Brazylii. 

## Morfologia
ŁodygaSkrócona lub długa, rozgałęziająca się monopodialnie.
LiścieUlistnienie skrętoległe. Blaszki liściowe dwuklapowane.
KwiatyKwiaty jednopłciowe, zebrane w kolbę wspartą 3–8 liściastymi pochwami. Kolby cylindryczne do niemal kulistych. Kwiaty męskie symetryczne lub asymetryczne, niekiedy lejkowate, szypułkowe, składające się z od kilku do wielu pręcików. Listki okwiatu gruczołkowate. Kwiaty żeńskie częściowo zrośnięte. Łożyska 4, parietalne.
OwoceCzęściowo zrośnięte jagodopodobne.

## Systematyka
Pozycja systematyczna według Angiosperm Phylogeny Website (aktualizowany system APG IV z 2016)Należy do podrodziny Carludovicioideae, rodziny okolnicowatych, w rzędzie pandanowców (Pandanales) zaliczanych do jednoliściennych (monocots).
Podział rodzaju
- podrodzaj Choanopsis – kwiaty symetryczne
- podrodzaj Asplundia – kwiaty asymetryczne

Lista gatunków
| - Asplundia acuminata (Ruiz & Pav.) Harling - Asplundia ahlneri Harling - Asplundia alata Harling - Asplundia albicarpa Hammel - Asplundia allenii Hammel - Asplundia antioquiae Harling - Asplundia aulacostigma Harling - Asplundia aurantiaca Harling - Asplundia australis Harling - Asplundia brachyphylla Harling - Asplundia brachypus (Drude) Harling - Asplundia brasiliensis Harling - Asplundia brunneistigma Hammel - Asplundia cabrerae Harling - Asplundia caput-medusae (Hook.f.) Harling - Asplundia cayapensis Harling - Asplundia ceci Hammel - Asplundia clementinae Harling - Asplundia cupulifera Harling - Asplundia cuspidata Harling - Asplundia cymbispatha Harling - Asplundia divergens (Drude) Harling - Asplundia domingensis Harling - Asplundia dussii Harling - Asplundia ecuadoriensis (Harling) Harling - Asplundia euryspatha Harling - Asplundia ewanii Harling - Asplundia fagerlindii Harling - Asplundia fanshawei (Maguire) Harling - Asplundia fendleri Harling - Asplundia ferruginea Grayum & Hammel - Asplundia flavovaginata Harling - Asplundia gamotepala Harling - Asplundia gardneri (Hook.) Harling - Asplundia gigantea Tuberq. - Asplundia glandulosa (Gleason) Harling - Asplundia glaucophylla Harling - Asplundia gleasonii Harling - Asplundia goebelii (J.Weiss & R.Wagner) Harling - Asplundia guianensis Harling - Asplundia harlingiana Galeano & R.Bernal - Asplundia helicotricha (Harling) Harling - Asplundia heteranthera Harling - Asplundia hookeri (H.Wendl. ex Kuntze) Harling - Asplundia humilis (Poepp. & Endl.) Harling - Asplundia insignis (Duchass. ex Griseb.) Harling - Asplundia isabellina Harling - Asplundia krukoffii Harling - Asplundia labela (R.E.Schult.) Harling - Asplundia latifolia (Ruiz & Pav.) Harling | - Asplundia latifrons (Drude) Harling - Asplundia liebmannii Harling - Asplundia lilacina Harling - Asplundia longicrura (Drude) Harling - Asplundia longistyla Harling - Asplundia longitepala Harling - Asplundia luetzelburgii Harling - Asplundia lutea Harling - Asplundia maguirei Harling - Asplundia maximiliani Harling - Asplundia meraensis Harling - Asplundia microphylla (Oerst.) Harling - Asplundia moritziana (Klotzsch) Harling - Asplundia multistaminata Harling - Asplundia neblinae Harling - Asplundia nilssonii Harling - Asplundia nonoensis Harling - Asplundia pariensis Harling - Asplundia parviflora Harling - Asplundia pastazana Harling - Asplundia peruviana Harling - Asplundia pittieri (Woodson) Harling - Asplundia platanthera Harling - Asplundia platyphylla Harling - Asplundia polymera (Hand.-Mazz.) Harling - Asplundia ponderosa R.E.Schult. ex Harling - Asplundia pycnantha Harling - Asplundia quinindensis Harling - Asplundia rhodea R.E.Schult. ex Harling - Asplundia rigida (Aubl.) Harling - Asplundia rivularis (Lindm.) Harling - Asplundia sanctae-ritae Galeano & R.Bernal - Asplundia sarmentosa Galeano & R.Bernal - Asplundia schizotepala Harling - Asplundia sleeperae Grayum & Hammel - Asplundia sparrei Harling - Asplundia spectabilis Harling - Asplundia stenophylla (Standl.) Harling - Asplundia tetragona (Kunth) Harling - Asplundia tetragonopus (Mart. ex Drude) Harling - Asplundia trilobulata Tuberq. - Asplundia truncata Harling - Asplundia ulei Harling - Asplundia uncinata Harling - Asplundia urophylla Harling - Asplundia utilis (Oerst.) Harling - Asplundia vagans Harling - Asplundia vaupesiana Harling - Asplundia venezuelensis Harling - Asplundia xiphophylla Harling |

## Zagrożenie i ochrona
14 gatunków Asplundia ujętych jest w Czerwonej księdze gatunków zagrożonych IUCN, w tym 2 (Asplundia clementinae i Asplundia lutea) ze statusem CE (krytycznie zagrożone). Oba te gatunki, endemiczne dla Ekwadoru, znane są z pojedynczych stanowisk, zagrożonych zniszczeniem.